# Akyar, Gercüş
Akyar là một xã thuộc huyện Gercüş, tỉnh Batman, Thổ Nhĩ Kỳ. Dân số thời điểm năm 2011 là 278 người.